# Jan Ehlert (Drehbuchautor)
Jan Ehlert (* 15. April 1980 in Bonn) ist ein deutscher Filmproduzent und Drehbuchautor.

## Leben
2000 kam er zu Moovie und begann als Stoffentwickler. Er war an vielen der Serien und Filme von Ferdinand von Schirach beteiligt.
Beim Filmfestspiele von Cannes 2021 gewann er für Ferdinand von Schirach – Glauben den Preis für das beste Drehbuch.
Seit 2024 ist er gemeinsam mit Viola Jäger Chief Content Officer bei Constantin Film.

## Filmographie

### Drehbuch
- 2011: Blutzbrüdaz
- 2012: Heiter bis wolkig
- 2013: Der Igel
- 2014: Doktorspiele
- 2015, 2019: Schuld nach Ferdinand von Schirach
- 2021: Ferdinand von Schirach: Feinde – Das Geständnis
- 2021: Ferdinand von Schirach: Feinde – Gegen die Zeit
- 2021: Ferdinand von Schirach: Feinde – Der Prozess

### Produzent
- 2013: Die Kronzeugin – Mord in den Bergen
- 2013: Verbrechen nach Ferdinand von Schirach
- 2013: Rosa Roth – Der Schuss
- 2014: Die Hebamme
- 2016: Die Hebamme 2
- 2016: Familie!
- 2017: Der 7. Tag
- 2018: Die Protokollantin
- 2019: Mein Schwiegervater, der Camper
- 2015–2019: Schuld nach Ferdinand von Schirach
- 2020: Nicht tot zu kriegen
- 2021: Ferdinand von Schirach: Feinde – Gegen die Zeit
- 2021: KBV – Keine besonderen Vorkommnisse
- 2021: Die Heimsuchung
- 2021: Glauben
- 2022: Strafe
- 2022: Hübsches Gesicht
- 2024: Sie sagt. Er sagt.
- 2024: Hagen – Im Tal der Nibelungen
- 2024: Achtsam Morden

### Zusätzliche Crew
- 2003–2005: Bewegte Männer
- 2003–2011: Rosa Roth